# Samuel Benedict Arnold
Samuel Benedict Arnold (* 1744 in Dresden; † 1817 in Dresden) war ein deutscher Fresko-, Porträt- und Theatermaler.

## Leben und Wirken
Nach der Schulzeit nahm er Zeichenunterricht beim früheren Ingenieurzeichenmeister Schütz in Dresden. Dann wechselte er für seine Studien der Malerei zum Hof- und Theatermaler Müller. Er spezialisierte sich vor allem auf Dekorationsmalerei und das Malen von Porträts mit Wasserfarben. 1778 folgte er einem Ruf nach Bremen und Oldenburg, wo er mehrere Räume durch Freskogemälde ausgestaltete. 1783 kehrte er nach Dresden zurück, wo er unter anderem den neuen Flügel des kurfürstlichen Palais von Schloss Pillnitz ausgestaltete. 1793 erfolgte seine feste Anstellung als Hofmaler in Dresden.